# 腾讯新闻
腾讯新闻，是中国深圳腾讯公司旗下的互联网新闻门户服务。
2013年上半年，腾讯新闻在智能手机端整体去重后的用户覆盖量已超过4亿，日活跃用户超过1亿。其中，仅腾讯新闻客户端用户量就达到1.4亿，日均页面浏览量超过6亿。

## 批评
2018年9月29日，腾讯新闻等13家网络媒体服务商被中国国家版权局约谈，要求其增强内容发布的版权意识，杜绝“洗稿”等行为。